# Krucifix (Lány na Důlku)
Pískovcový krucifix z roku 1891 se nalézá na křižovatce v Lánech na Důlku, místní části města Pardubice.

## Popis
Pískovcový krucifix stojí ve čtvercové kovové mříži s dvířky na čelní straně u křižovatky místních komunikací v Lánech na Důlku. Mříž je uchycena v pískovcových kvádrech. Před mříží je umístěn milník východočeské větve Svatojakubské stezky.
Uprostřed ohrazení je na dvou pískovcových schodech umístěn nízký hranolový podstavec s jehlancovým okosením. Na podstavci stojí užší hranolový sokl zakončený nahoře profilováním. Na čelní straně soklu je umístěna bílá mramorová deska s nápisem „Kdokoliv kráčíš s bolestí cestou tohoto života tvář svou horkou slzou máčíš a v tvém srdci tesknota ó sem pohleď duše čistá a viz na kříži tu Krista – pak tich kráčet budeš dále Boha za vše chválit stále“.
Na zadní straně tohoto soklu je vytesán nápis „Ke cti a chvále Boží a potomkům na památku postaveno nákladem občanů z Lánů na Důlku a Krchleb L. P. 1891“.
Na soklu stojí pilíř nahoře zakončený římsou s cimbuřím. Na čelní straně pilíře je vyhloubena nahoře obloukovitě zalomená nika, ve které je umístěna soška Panny Marie se sepjatýma rukama. Boky pilíře jsou ozdobeny vyhloubeným nahoře obloukovitě zakončeným prázdným rámečkem.
Na římse pilíře stojí na podstavci pískovcový krucifix s korpusem Krista a nápisem INRI nad hlavou. Ramena kříže jsou trojúhelníkovitě zakončená.

## Galerie

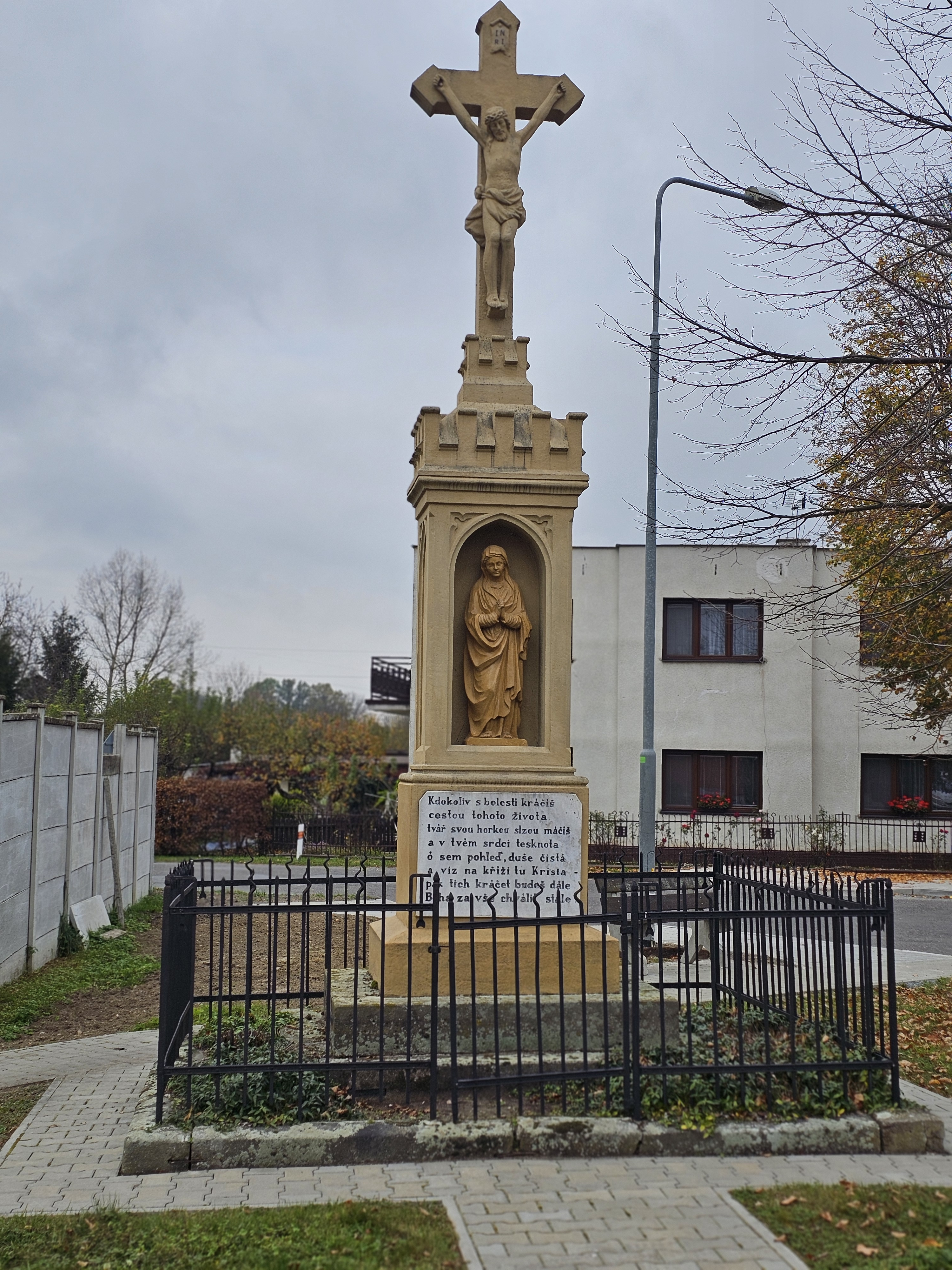
Krucifix v roce 2024
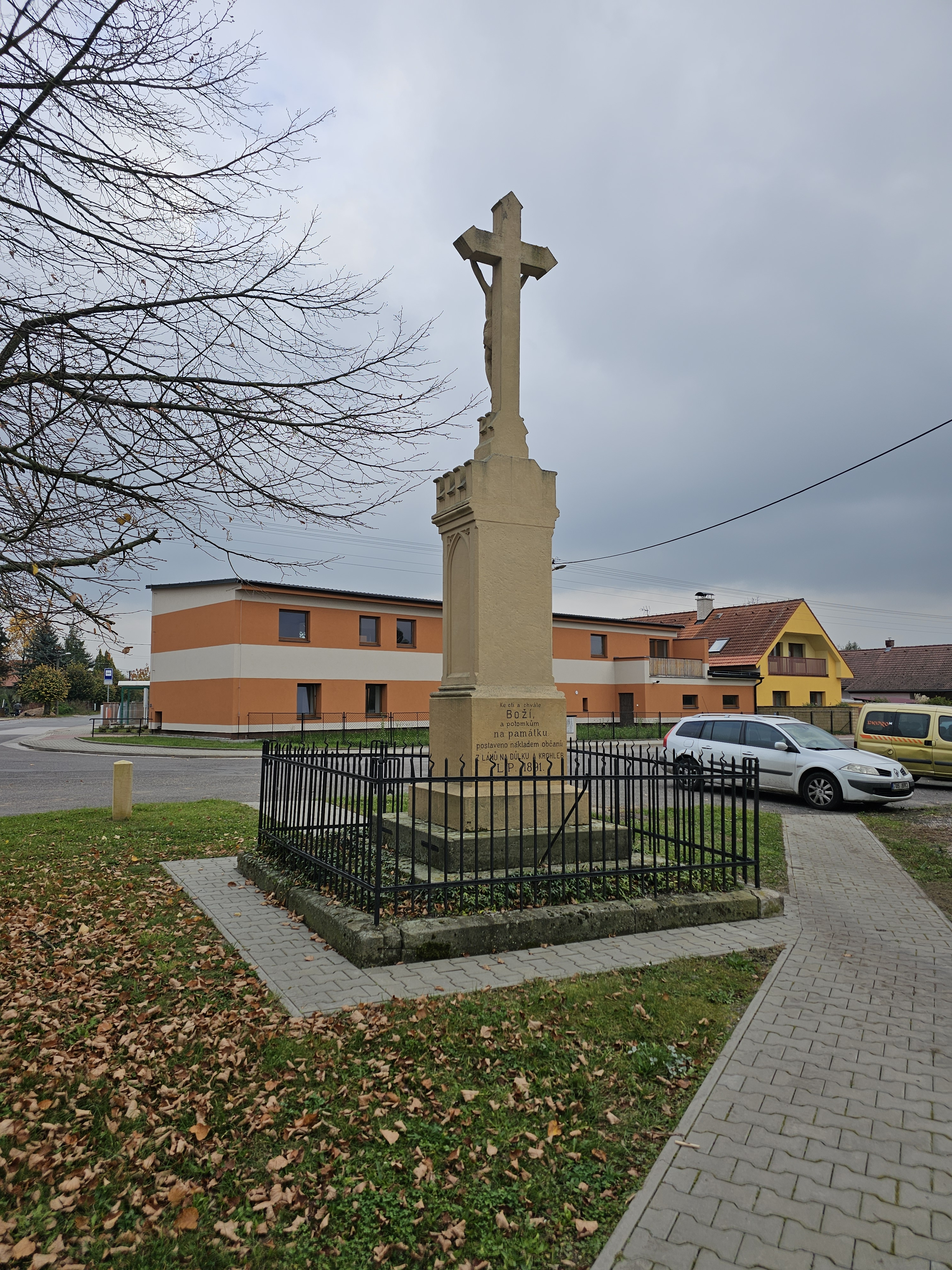
Krucifix v roce 2024
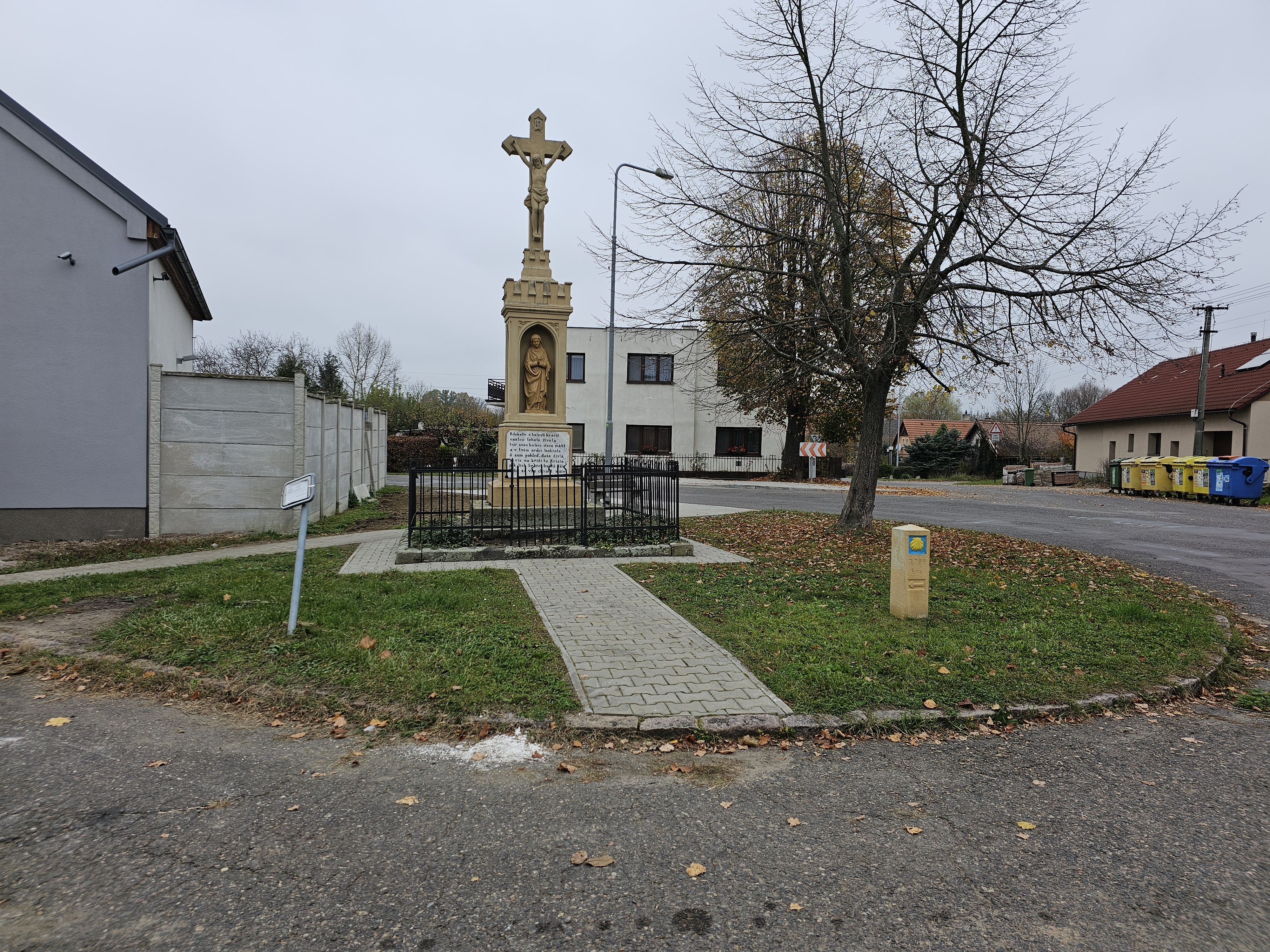
Krucifix v roce 2024, v popředí milník Svatojakubské cesty